# روفوس بولوك
روفوس بولوك (بالإنجليزية: Rufus Bullock)‏ هو سياسي أمريكي، ولد في 28 مارس 1834 في الولايات المتحدة، وتوفي في 27 أبريل 1907. حزبياً، نشط في الحزب الجمهوري. وقد انتخب حاكم جورجيا ‏.

## روابط خارجية
- روفوس بولوك على موقع الموسوعة البريطانية (الإنجليزية)